# Jacob Bannon
Jacob Bannon (Beverly, Massachusetts, Estados Unidos, 15 de octubre de 1976) es el vocalista, letrista y artista gráfico de la banda de metalcore estadounidense Converge. Es el fundador y propietario del sello discográfico Deathwish Inc. y autor de muchas obras visuales para músicos independientes de hardcore punk, punk rock y heavy metal. Bannon también ha compuesto y tocado música experimental como Supermachiner con Ryan Parker y más recientemente como Wear Your Wounds.

## Vida personal
Bannon nació en 1976. Creció dividiendo su tiempo entre Andover en Merrimack Valley, Charlestown y East Boston los fines de semana.
A los 17 años, se graduó de la preparatoria antes de tiempo y decidió trabajar hasta la universidad. Se mudó al área metropolitana de Boston y asistió a la universidad en el Instituto de Arte de Boston, obtuvo una Licenciatura en Bellas Artes por diseño en 1998 y posteriormente enseñó el tema a nivel universitario por un breve tiempo. También ganó el premio a la "Excelencia en diseño" de la escuela. Por un breve tiempo, él instruyó en la misma universidad en su programa de "Educación Continua". Después de trabajar en una variedad de trabajos de diseño freelance en firmas, se convirtió en un artista/diseñador independiente que trabajaba principalmente en la comunidad de música independiente. Él es vegetariano y sigue un estilo de vida straight edge. De 2005 a 2008, ha sido nominado para el título del "vegetariano más sexy del mundo" por Peta2. Él está preocupado por la industria de las carreras de galgos, y es dueño de un perro, al haber sido dueño de perros rescatados como galgos, pitbulls, entre otros.
Bannon también es un ávido fanático de las artes marciales mixtas y el kickboxing, ha entrenado boxeo en Muay Thai y ha obtenido una licencia como instructor de la MMA en el estado de Massachusetts, trabajando ocasionalmente como juez. En consecuencia, Deathwish ha patrocinado a algunos luchadores de la MMA. Bannon es conocido por sus extensos tatuajes. Se hizo su primer tatuaje a la edad de 15 años, que posteriormente fue cubierto por otros tatuajes. Ha sido tatuado por Darren Brass. En 2013, Bannon fue objeto de un breve documental dirigido por Ian McFarland (de Blood for Blood) titulado Rungs in a Ladder. En el documental, Bannon reflexionó sobre los momentos importantes de su vida y su motivación como artista.

## Carrera musical

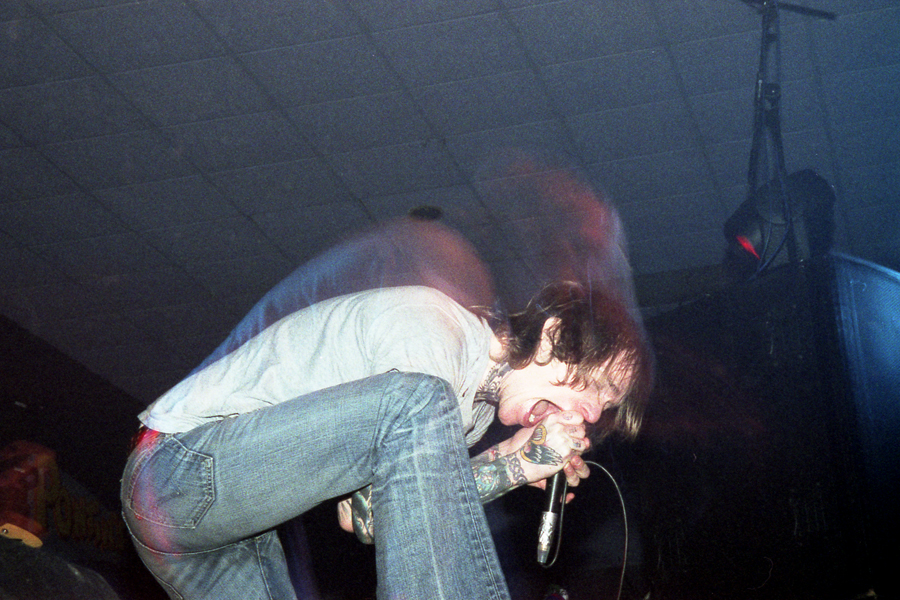
Bannon actuando con Converge en el All Tomorrow's Parties en 2004.

### Converge
Converge es una banda estadounidense de metalcore formada en el invierno de 1990 por el vocalista Jacob Bannon y el guitarrista Kurt Ballou, a quienes luego se unieron el bajista Jeff Feinburg y el baterista Damon Bellorado en 1991. Comenzaron tocando covers de canciones de hardcore punk, punk rock y heavy metal. La banda empezó a tocar en vivo en 1991, luego de grabar algunas demos en una grabadora de 4 pistas. Converge ah disfrutado de un nivel de reconocimiento relativamente alto. Su popularidad comenzó a aumentar con el lanzamiento de su cuarto álbum de estudio, Jane Doe. Los discos de Converge se han vuelto gradualmente más elaborados y caros de producir. Esta progresión comenzó con su cambio de una discográfica independiente pequeña (Equal Vision Records) a una considerablemente más grande (Epitaph Records). Los lanzamientos especiales, tradicionalmente han sido manejados por el sello discográfico de Bannon, Deathwish Inc.

### Wear Your Wounds
Posteriormente de que Supermachiner lanzara Rise of the Great Machine y después de que Converge hubiera completado la grabación de Jane Doe, Bannon comenzó a escribir y grabar material en solitario con el nombre Dear Lover. Aunque se alinearon varios lanzamientos, ninguno de ellos vio la luz, excepto una versión demo de la canción «Grant Me the Strength», que estuvo disponible para descargar en el sitio web de Converge en enero de 2003. Se suponía que la canción formaría parte de un EP titulado The Blood of Thine Enemies, pero el EP nunca fue lanzado. La canción apareció más tarde en el último álbum de Supermachiner, Rust en 2009. También se planificó un álbum doble de Dear Lover titulado Wear Your Wounds para ser lanzado en Icarus Records. En enero de 2005, se dijo que las grabaciones de Dear Lover estaban en proceso de edición y mezcla, y se creía que habría varios lanzamientos de Dear Lover que incluyeron el álbum doble Wear Your Wounds durante todo el año, Sin embargo, esto no sucedió. En marzo de 2008, el sencillo «The Blood of Thine Enemies» fue lanzado en Deathwish, Bannon lanzó la canción bajo el nombre de J. Bannon. Bannon ha dicho que la canción nunca tuvo la intención de que fuera parte de un álbum, sino de ser una pieza independiente. El sitio web de Converge también cambió el uso del nombre Dear Lover a J.Bannon en la próxima sección donde se incluyó el álbum Wear Your Wounds. Inicialmente, desde el 2008 planeaba lanzar música en solitario bajo su nombre, en 2012 Bannon comenzó a usar el nombre Wear Your Wounds para estos proyectos. Esto permitió a otros colaborar y trabajar con Bannon en proyectos futuros.
El 16 de noviembre de 2012, Bannon y Ben Chisholm de Chelsea Wolfe lanzaron un Split EP de 7" titulado Wear Your Wounds and Revelator, fue la primera vez que Bannon lanzó algo bajo el nombre de Wear Your Wounds. El 15 de enero de 2013 se lanzó un sencillo digital con el nombre Wear Your Wounds titulado «The Migration».
El tan esperado álbum de Wear Your Wounds, ahora titulado WYW finalmente recibió la fecha de lanzamiento el 7 de abril de 2017 y fue lanzado por Deathwish. El álbum tiene varios músicos invitados como Kurt Ballou (Converge), Mike McKenzie (The Red Chord), Chris Maggio (Trap Them, Coliseum y Sleigh Bells) y Sean Martin (Hatebreed). El sencillo «Goodbye Old Friend» fue lanzado el 13 de enero de 2017. El 3 de marzo de 2017, el sencillos sin álbum «Arthritic Heart», fue lanzado a través de copias físicas cuando estuvieron disponibles con la revista New Noise. El debut en vivo de Wear Your Wounds fue el 22 de abril en el festival Roadburn en Tilburg, Países Bajos.
La banda en vivo de Wear Your Wounds ha sido descrita como un supergrupo con Bannon en el piano, bajo y vocales, los guitarristas Mike McKenzie (de The Red Chord), Adam McGrath (de Cave In), Sean Martin (de Hatebreed) y el baterista Chris Maggio (de Trap Them). Bannon ha dicho: "Muchos de ellos son tipos que contribuyeron en el disco. Vamos a ser una banda de tres guitarras y tocaré el bajo de forma intermitente con muchas de las cosas del álbum, porque hay un bajo en la grabación original, pero no en todas las partes. Es básicamente un grupo de amigos que quieren tocar este tipo de música, divertirse y explorar este mundo que comencé por mi cuenta."

### Proyectos adicionales y aportes

#### Supermachiner (1994-2000)
Supermachiner fue un proyecto de rock experimental formado en 1994 por Jacob Bannon y Ryan Parker. Supermachiner comenzó originalmente con una colección de 4 canciones compuestas por Bannon y Parker, grabadas en 1994. El proyecto permaneció sin nombre e inactivo durante varios años. Con la ayuda e inspiración de su buen amigo Ryan Parker, hicieron que el proyecto volviera a la vida en el invierno de 1998. Con su aporte, desarrollaron ideas de canciones para el álbum Rise of the Great Machine.

#### Irons (2007-2011)
Irons es una colaboración musical entre Jacob Bannon, Dwid Hellion (de Integrity) y Stephen Kasner. En 2006, Hellion se acercó a Bannon para poder crear música juntos en algún momento. A finales de 2007, el artista y músico Stephen Kasner también expresó interés en trabajar con el dúo. Esto llevó a la formación de Irons en 2007. El objetivo de la banda era crear música apocalíptica, no lineal desde una mentalidad basada en las bellas artes. Irons solo lanzó un álbum split con Pulling Teeth titulado Grey Savior, el álbum fue lanzado a través de Deathwish, el 1 de abril de 2011.

## Arte

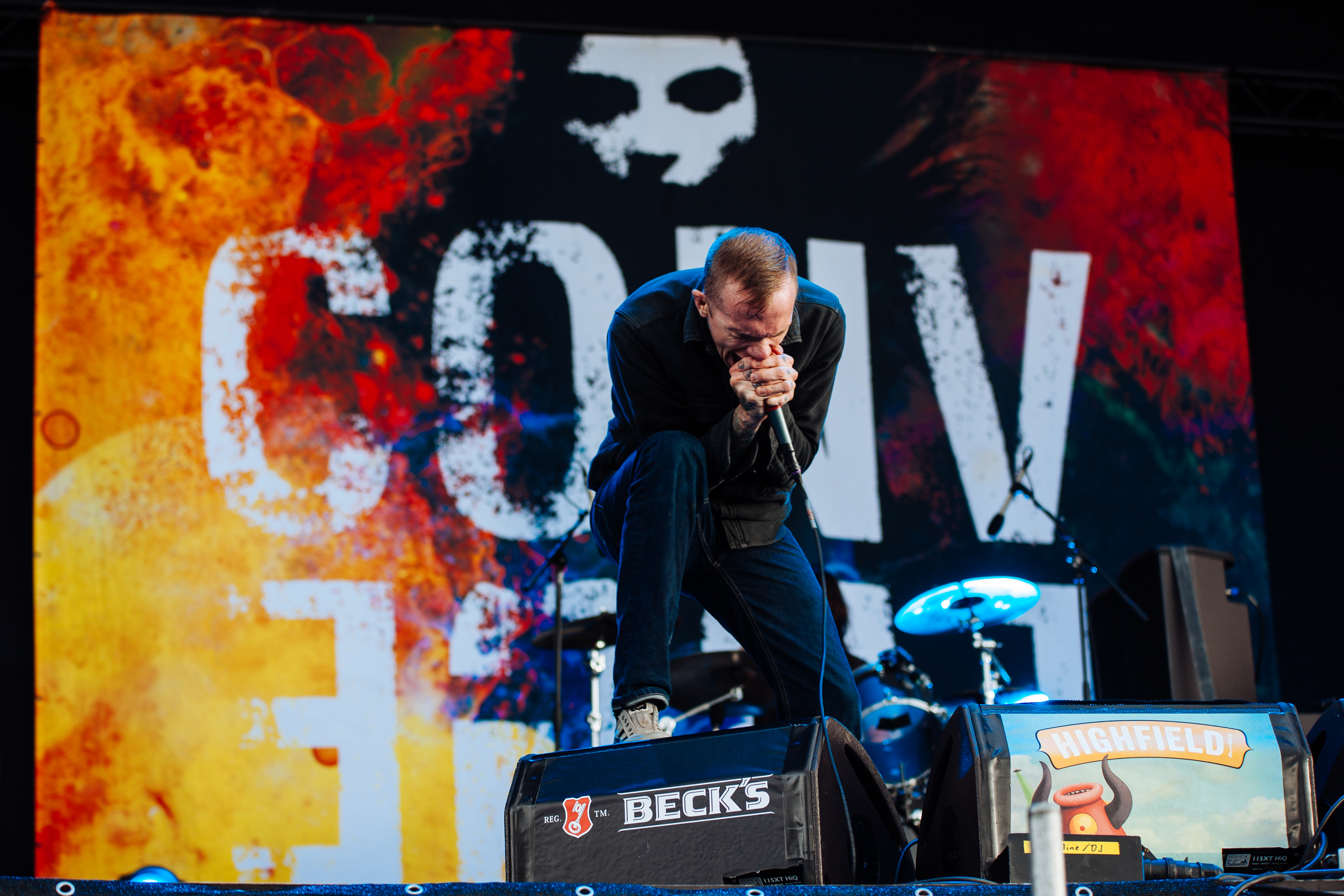
Bannon actuando con Converge en el Highfield Festival de 2013 en Großpösna.

La carrera de arte y diseño de Bannon consiste principalmente en hacer trabajos de diseño para bandas de punk hardcore y lanzar impresiones artísticas de edición limitada. Él ha declarado que su trabajo de arte y diseño paga sus facturas. Desde 1997, ha producido arte para docenas de bandas. El trabajo para estas bandas ha involucrado el diseño de empaques, carteles, web, indumentaria y logotipos. Algunos de sus trabajos de diseño han sido acreditados a su compañía de arte Atomic! ID. El diseñó una camisa para la tienda en línea del vocalista de Hatebreed, Jamey Jasta, Hatewear. También es responsable de la dirección de arte y, a menudo, del trabajo de diseño, de algunos de los lanzamientos en su sello discográfico Deathwish Inc.
Su trabajo ha sido descrito como "muy texturizado con una energía cinética y una sensación inquietante". Tim Lambesis de As I Lay Dying elogió el trabajo de Bannon en la portada de su álbum Shadows Are Security y afirmó que "es probablemente el disco más vendido para el que Jake haya hecho obras de arte ... [a pesar de que] su ética y todo su enfoque del arte no se trata realmente de ventas y números." El estilo de Bannon ha sido influyente; Como dijo un artículo de la revista, "a menudo se le atribuye la invención de la estética del llamado cráneo con alas que se hizo tan popular en las escenas punk underground y de artes marciales mixtas que las imitaciones de hoy están disponibles en tiendas como Target y Marshalls."
En 2004, Bannon lanzó una serie de 4 impresiones giclée de "calidad de museo", con un recorrido limitado a 100. Ha trabajado con Burlesque Design para obtener serigrafías de series limitadas producidas de algunas de sus obras de arte, incluidos dos pósteres de la gira Converge de edición limitada e impresiones limitadas basadas en las ilustraciones del álbum para los álbumes de Converge: Jane Doe, No Heroes y Axe to Fall. La portada de Jane Doe apareció en la portada del sexto número de Beautiful/Decay Magazine, que también contenía una entrevista con Bannon. También diseñó una portada de edición limitada para la edición de mayo/junio de 2005 de Punk Planet, que fue su tercera edición temática de Arte y Diseño.
El 15 de agosto de 2004, participó en el Strhess Fest en Cleveland. En febrero de 2008, participó en la muestra de arte grupal de Public Domain, y en octubre de 2008, su obra de arte apareció en una muestra grupal temática de Halloween titulada Horror Business, ambas celebradas en Tradition en Los Ángeles. En octubre de 2010, Bannon trabajó en la exposición Scream With Me en 111 Minna Gallery en San Francisco, que presentaba las obras de arte de músicos y tatuadores seleccionados.

### Lista de bandas para quienes Bannon ha diseñado
Bannon ha trabajado en arte y diseño para docenas de bandas, incluyendo:
| - 100 Demons - 108 - A Life Once Lost - Antagonist A.D. - As I Lay Dying - Bane - Blacklisted - Blood Has Been Shed - Breaking Pangaea - The Carrier - Cave In - Ceremony - Coalesce - Cold World - Converge - Cursed - Death Before Dishonor - Disfear - Doomriders - Drowningman | - Embrace Today - End of a Year - Every Time I Die - Extreme Noise Terror - Fall Out Boy - Fucked Up - Frameworks - Give Up the Ghost - Goatwhore - The Great Deceiver - Harm Wulf - Harm's Way - The Hope Conspiracy - Integrity - Killing the Dream - Knuckledust - Knut - Lewd Acts - Martyr A.D. - Modern Life Is War | - Narrows - Nine - No Warning - NORA - Norma Jean - One King Down - Orange Island - Planes Mistaken for Stars - P.O.S - Poison the Well - Pulling Teeth - Ramallah - Reach the Sky - Remembering Never - Ringworm - Rise and Fall - Scars of Tomorrow - Sepultura - Shadows Fall - Shipwreck A.D. | - Supermachiner - This Is Hell - Trap Them - Underoath - United Nations - Victims - Voorhees - Where Fear and Weapons Meet - Woven Hand |

## Discografía

### Como Wear Your Wounds

#### Álbumes de estudio
- 2017: WYW
- 2017: Dunedevil
- 2019: Rust on the Gates of Heaven[42]

#### EP
- 2012: Wear Your Wounds & Revelator Split

#### Sencillos
- 2003: «Grant Me the Strength» (Lanzado bajo el nombre de "Dear Lover")
- 2008: «The Blood of Thine Enemies» (Lanzado bajo el nombre de "J.Bannon")
- 2013: «The Migration»
- 2017: «Goodbye Old Friend»
- 2017: «Arthritic Heart»

### Con Converge
- 1994: Halo in a Haystack
- 1996: Petitioning the Empty Sky
- 1998: When Forever Comes Crashing
- 2001: Jane Doe
- 2004: You Fail Me
- 2006: No Heroes
- 2009: Axe to Fall
- 2012: All We Love We Leave Behind
- 2017: The Dusk in Us

### Con Supermachiner
- 2000: Rise of the Great Machine